# Erweiterungsbau Gesundheitsamt Bremen

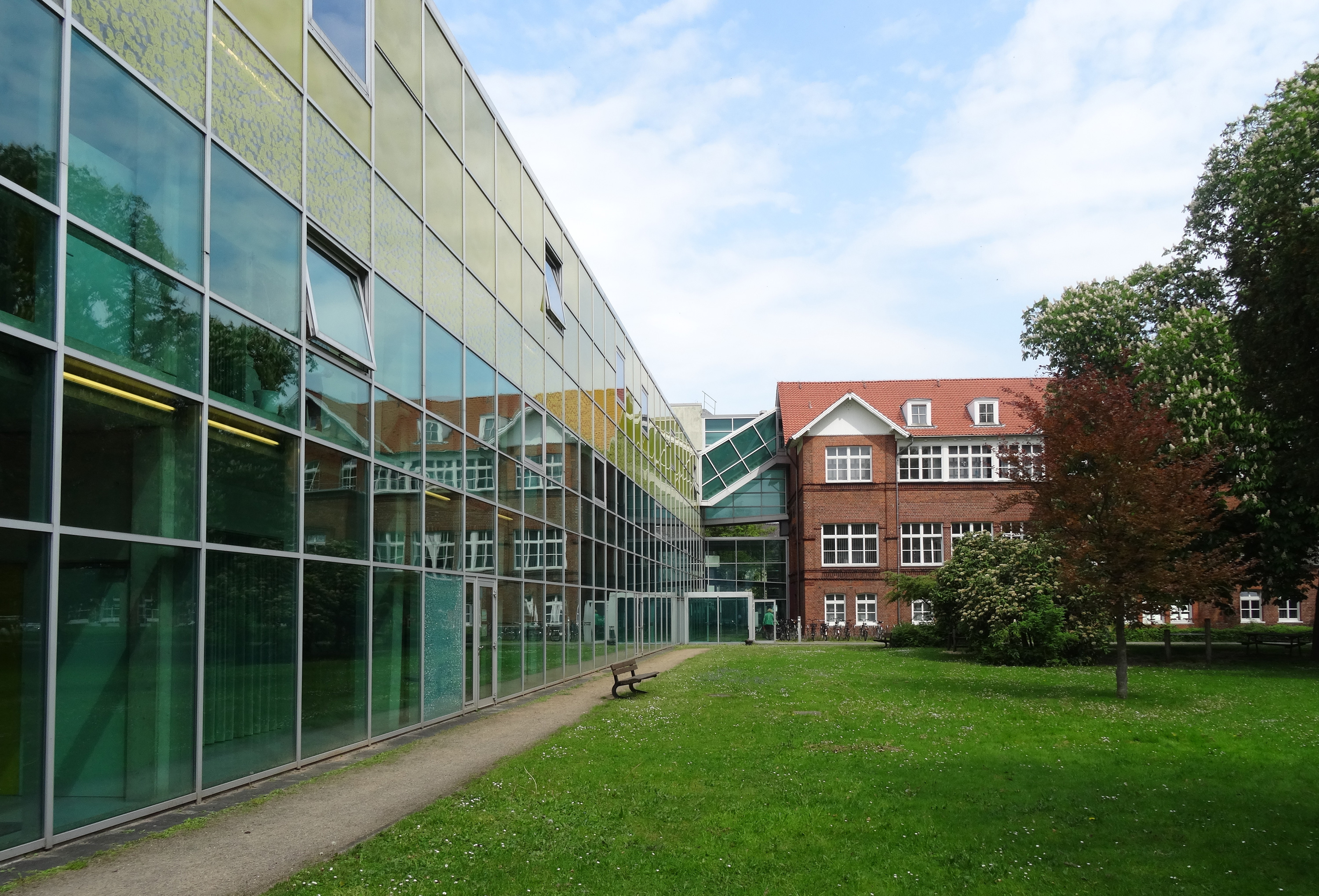
Erweiterungsbau und Ansgarhaus

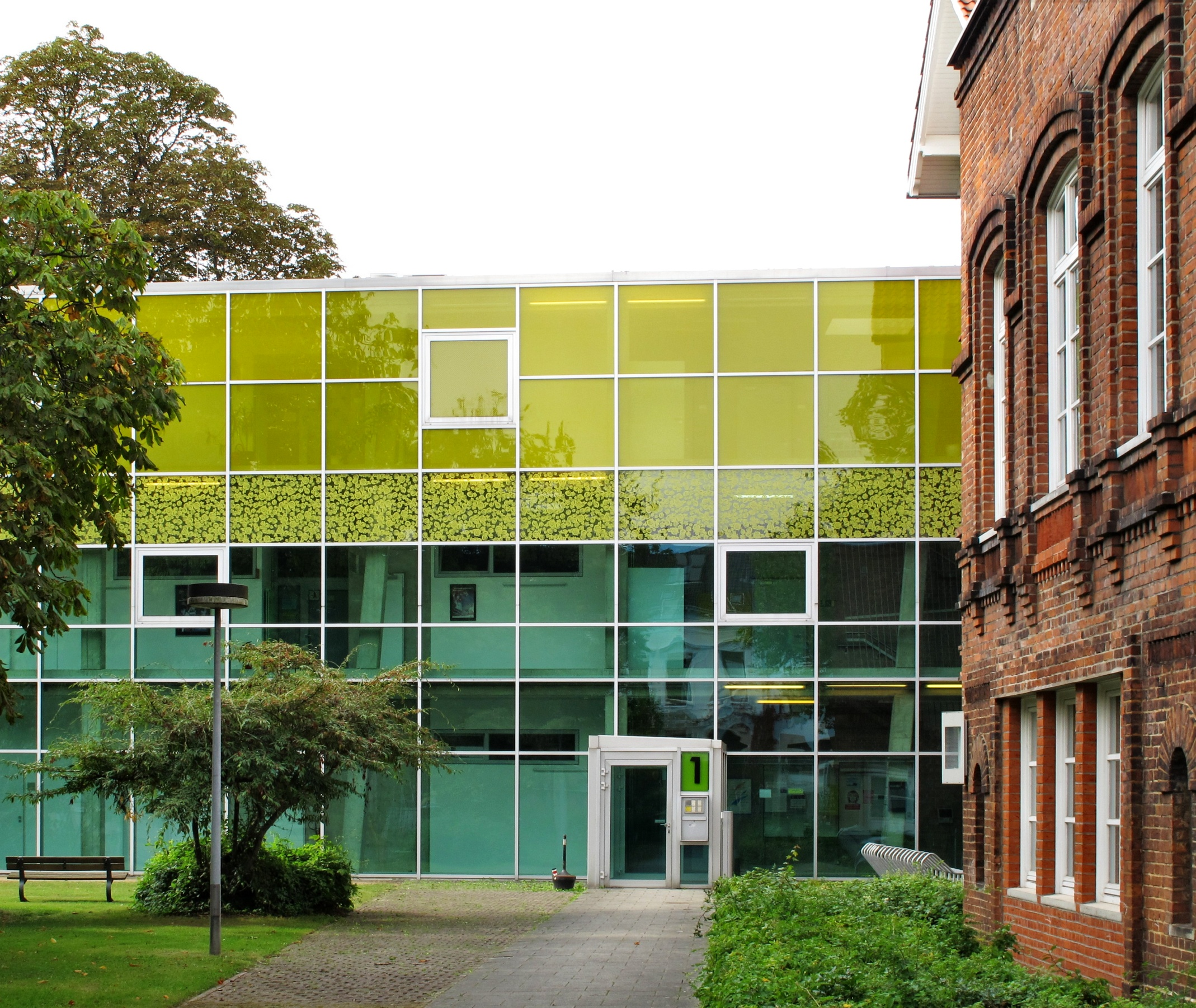
Erweiterungsbau und Ansgarhaus

Der Erweiterungsbau des Gesundheitsamtes in Bremen-Östliche Vorstadt, Ortsteil Fesenfeld, Horner Straße 60–70 / Ecke Humboldtstraße, gehört zu den bedeutenden Bremer Bauwerken.

## Geschichte
Der drei geschossige Erweiterungsbau des Gesundheitsamts Bremen wurde 1999 nach Plänen der Architektin Iffi Wübben (Bremen) auf dem Grundstück des Gesundheitsamt hinter dem rotsteinsichtigen, dreigeschossigen Ansgarhaus von 1882 und dem Eckhaus von 1953 gebaut. In dem Gebäude wurden rund 2400 m² Nettogeschossfläche untergebracht. Die Flurfassade zum Hof des einbündigen Gebäudes besteht vollständig aus spiegelndem Glas mit einzelnen herausgehobenen Lüftungfenstern. Die schlichte Lochfassade der Büroraumseite  erreicht durch unregelmäßige Fensterbreiten für eine belebende Gestaltung. Sichtbetonflächen in der Verkehrsflächen erinnern an die Architektur der 1960er Jahre.
Der architekturführer bremen schreibt dazu: „Der Erweiterungstrakt verknüpft geschickt sowohl optisch als auch funktional die beiden bestehenden, aus unterschiedlichen Epochen stammenden Bauteile des Gesundheitsamtes. Die Flure wurden durch brückenartige Übergänge miteinander kurzgeschlossen, was den internen Verkehr verbessert.“
Der Leiter des Gesundheitsamtes H.-Jochen Zenker führte u. a. aus: „Allen Beteiligten war von Beginn an klar, dass bei diesem Neubauprojekt nicht ganz einfache Rahmenbedingungen zu berücksichtigen waren … Der Besucher und Ratsuchende betritt ein Gebäude, welches eine helle und freundliche Atmosphäre ausstrahlt, eine moderne, zum Nachdenken und Nachfragen einladende Architektur zeigt und deutlich macht, dass auch in Zeiten restriktiver Haushaltslagen preiswerte intelligente Bauten entstehen können.“